# 親愛なるあなたへ (THE BACK HORNのアルバム)
『親愛なるあなたへ』（しんあいなるあなたへ）は、日本のロックバンド、THE BACK HORNの14枚目のフルアルバム。2025年1月29日にSPEEDSTAR RECORDSから発売された。

## 概要
前作『アントロギア』から2年9か月ぶりの新作。カバー・アルバム『REARRANGE THE BACK HORN』、ライブ・アルバム『25th LIVE SELECTION』の2作を経て発売された。
2024年7月から10月にかけてリリースされたコンセプトシリーズ『光と影』とシングル「最後に残るもの」の既発楽曲5曲を含む11曲。

## リリース形態
本作は通常盤と初回限定盤の全2形態で発売。初回限定盤に付属のBlu-rayには『25th Anniversary 「KYO-MEI SPECIAL LIVE」～共命祝祭～［パシフィコ横浜国立大ホール 2024.3.23］』を収録。

## 収録曲

### CD
全編曲：THE BACK HORN
1. 親愛なるあなたへ
作詞：松田晋二　作曲：菅波栄純
2. ジャンクワーカー
作詞・作曲：山田将司
3. 修羅場
作詞・作曲：菅波栄純
4. 透明人間
作詞：松田晋二・菅波栄純　作曲：菅波栄純
5. Mayday
作詞・作曲：菅波栄純
6. 最後に残るもの
作詞・作曲：菅波栄純
7. 光とシナジー
作詞・作曲：菅波栄純
8. SUN GOES DOWN
作詞・作曲：岡峰光舟
9. 月夜のブルース
作詞：松田晋二　作曲：山田将司
10. タイムラプス
作詞：松田晋二　作曲：山田将司
11. 明日世界が終わるとしても
作詞・作曲：菅波栄純

### Blu-ray
25th Anniversary 「KYO-MEI SPECIAL LIVE」～共命祝祭～［パシフィコ横浜国立大ホール 2024.3.23］
1. OPENING SE 〜喝采と祝祭〜
2. 冬のミルク
3. サニー
4. その先へ
5. 閉ざされた世界
6. 罠
7. シリウス
8. 心臓が止まるまでは
9. 悪人
10. コワレモノ
11. 舞姫
12. アカイヤミ
13. Days
14. あなたが待ってる
15. 未来
16. 世界中に花束を
17. 涙がこぼれたら
18. Running Away
19. 希望を鳴らせ
20. コバルトブルー
21. 太陽の花
22. 最後に残るもの
23. 泣いている人
24. 親愛なるあなたへ
25. 刃